# Attilio Baracchi
Attilio Baracchi  (* 8. Dezember 1859 in Venedig; † 29. Juli 1915 ebenda) war ein italienischer Archivar.

## Leben
1882 trat er in den Dienst des Staatsarchivs in Venedig ein. Hier verbrachte er sein gesamtes Berufsleben, zuletzt von 1911 bis zu seinem Tode als Archivar 1. Klasse. Er verfasste für das Nuovo archivio veneto unter anderem eine kurze Rezension zu dem Bericht Una breve relazione sulla Corte di Francia nel 1682 e alcune spigolature sulla polizia estera degli Inquisitori di Venezia.